# 3-hydroxy-3-methylbutaanzuur
3-hydroxy-3-methylbutaanzuur, afgekort HMB, is een metaboliet of afbraakproduct van eiwitten die leucine bevatten (B.C.A.A.). HMB komt van nature, net als bijvoorbeeld creatine, slechts spaarzaam in voeding voor. Geringe hoeveelheden HMB worden aangetroffen in alfalfa, baars en pompelmoes. HMB zou, mits voldoende gedoseerd (iets dat praktisch alleen via voedingssupplementen mogelijk is) en ondersteund door training, het spierweefsel doen toenemen. HMB blokkeert, net als anabole steroïden, het afbraakhormoon cortison.